# Il Teo - Sono tornato normale
Il Teo - Sono tornato normale è stato un programma televisivo italiano andato in onda nell'autunno del 2004 su Canale 5 nella prima serata del martedì, dal 5 al 26 ottobre, con la conduzione di Teo Teocoli e la partecipazione di Alba Parietti e Marco Milano.

## Il programma
Il programma era la trasposizione televisiva dello spettacolo teatrale di Teocoli Sono tornato normale, che ripercorre le tappe dei quasi quaranta anni di carriera dell'attore comico che, nel corso di ogni puntata, ha riproposto le sue più note imitazioni presentate in passato, come Gianfranco Funari, Claudia Vinciguerra, Gabriele Albertini, Adriano Celentano e Maurizio Costanzo, oltre al suo personaggio Peo Pericoli.
Tra un'imitazione e l'altra, lo show era arricchito da coreografie interpretate dallo stesso conduttore, rendendo così il programma un vero e proprio one-man show, realizzate sulle note dell'orchestra di venticinque elementi diretta da Lucio Fabbri. Sul palco con Teocoli apparivano inoltre Alba Parietti, tornata in televisione con un ruolo di showgirl e il comico Marco Milano.
La scenografia della trasmissione, di Enrico Dusi, rappresentava in una parte dello studio un tunnel della stazione Centrale di Milano, dove il protagonista del varietà era solito rifugiarsi la notte da ragazzo per cantare a squarciagola. Proprio da questo tunnel entravano in scena gli ospiti delle puntate, che si intrattenevano con i padroni di casa proponendo momenti di spettacolo. Tra gli ospiti che si sono avvicendati si ricordano Claudio Bisio e Vanessa Incontrada, Ale & Franz, gli Articolo 31 e i cantanti internazionali Solomon Burke e Elton John.

### Accoglienza del pubblico
Le quattro puntate dello show hanno ottenuto un tiepido successo da parte del pubblico, ottenendo circa 4 milioni di telespettatori per uno share del 16%. Nonostante i risultati deludenti, la trasmissione è stata riproposta in replica sempre in prima serata su Rete 4 nell'estate 2007, stavolta ottenendo buoni ascolti rapportati alla media dell'emittente, toccando anche il 9%. Altre repliche sono state proposte negli anni 2010 e 2020 dal canale digitale Mediaset Extra.